# Nasser al-Omran
Nasser bin Salman bin Nasser al-Omran (arabisch ناصر العمران, DMG Nāṣir al-ʿUmrān; * 13. Juli 1997 in Riad) ist ein saudi-arabischer Fußballspieler.

## Karriere

### Verein
Er wechselte zur Saison 2019/20 aus der U23 von al-Shabab in die erste Mannschaft.

### Nationalmannschaft
Mit der U23 stand er bei den Asienspielen 2018 in jeder Partie in der Startelf. Bei der Asienmeisterschaft 2020 wurde er in einem Gruppenspiel und im Halbfinale sowie Finalspiel eingesetzt.
Bei den Olympischen Spielen 2020 in Tokio wurde er gegen Brasilien in der 89. Minute für Salman al-Faraj eingewechselt.